# シエンナ・ギロリー
シエンナ・ギロリー（Sienna Guillory, 1975年3月16日 - ）は、イギリスの女優・ファッションモデル。シエナ・ギロリーと表記されることもある。

## 略歴
父はアメリカ人フォークギタリストのアイザック・ギロリー、母親はイングランド人のモデルのティナ・トンプソン。イングランド・ノーサンプトンシャーで生まれ、2歳からロンドンで、11歳からノーフォークで過ごす。14歳の時に両親は離婚。
1993年にテレビに初出演し、その後もテレビシリーズやインディペンデント系映画などに出演。2000年にBBC制作のテレビドラマ『Take a Girl Like You』で注目を集め、2002年の『タイムマシン』で主人公の亡き恋人を演じたのを皮切りにハリウッドに進出。2004年に『バイオハザードII アポカリプス』で美しい警察官、ジル・バレンタイン役でブレイク。また、その美貌からアルマーニ、バーバリー、ドルチェ&ガッバーナ、ポール・スミスなどのモデルを務めたことがある。
1997年に約4年間の同棲の末に俳優のニック・モランと結婚するが、2000年に離婚。2002年に俳優のEnzo Cilentiと再婚し、2011年2月1日に双子の娘を出産した。
出産直後のため『バイオハザードV リトリビューション』ではジル役の降板が発表され、2代目ジルを演じる新たな女優が選ばれることになったが、ポール・W・S・アンダーソン監督、製作プロデューサーの元へ自ら直談判に出向き、再びジル役を勝ち取った。この件について「撮影時期が少し伸びれば大丈夫だと思ったので相談した。ジル役を演じるにはピタッとしたスーツを着てアクションしなければならないから（笑）。横にはミラ（・ジョヴォヴィッチ）がいるし、尚更それなりのスタイルに戻さなければいけないので」と語っている。その後、映画『モータルコンバット』にも出演したマーシャルアーツのプロ、ロビン・ショウとのトレーニングで体型を戻して撮影に挑み、「もし自分のためだけだったら、ここまで頑張れなかった。ファンに変なジルは見せられないという思いで頑張った」と語っている。

## 主な出演作品

### 映画
| 公開年 | 邦題 原題                                                              | 役名                                        | 備考           |
| ------ | ---------------------------------------------------------------------- | ------------------------------------------- | -------------- |
| 2000   | キス★キス★バン★バン Kiss Kiss (Bang Bang)                              | カット                                      |                |
| 2001   | スーパーファイアー Superstition                                        | ジュリー                                    | 日本劇場未公開 |
| 2002   | タイムマシン The Time Machine                                          | エマ                                        |                |
| 2003   | トロイ ザ・ウォーズ Helen of Troy                                      | ヘレン                                      | テレビ映画     |
| 2003   | ラブ・アクチュアリー Love Actually                                     | ジェイミーのガールフレンド                  |                |
| 2004   | バイオハザードII アポカリプス Resident Evil: Apocalypse                | ジル・バレンタイン                          |                |
| 2006   | エラゴン 遺志を継ぐ者 Eragon                                           | アーリア                                    |                |
| 2008   | インクハート/魔法の声 Inkheart                                         | レサ・フォルチャート                        |                |
| 2009   | バーチャリティ12 Virtuality                                            | リカ・ゴダード                              | テレビ映画     |
| 2010   | アイム・ヒア I'm Here                                                  | フランチェスカ                              | 短編映画       |
| 2010   | バイオハザードIV アフターライフ Resident Evil: Afterlife               | ジル・バレンタイン                          |                |
| 2011   | ザ☆ビッグバン!! The Big Bang                                           | ジュリー・ケストラル / レクシー・パーシモン |                |
| 2012   | バイオハザードV リトリビューション Resident Evil: Retribution          | ジル・バレンタイン                          |                |
| 2013   | ブラックリスト The List                                                | アリソン・コーウィン                        | 日本劇場未公開 |
| 2015   | ハイ・ライズ High-Rise                                                 | ジェーン                                    |                |
| 2016   | ドント・ハングアップ Don't Hang Up                                     | コルバイン夫人                              |                |
| 2016   | ウォリアー・ゲート 時空を超えた騎士 The Warriors Gate                  | アニー・ブロンソン                          | 日本劇場未公開 |
| 2016   | アブダクション・プロジェクト 遭遇 Abduct                               | アンジェリカ・ダーク                        | 日本劇場未公開 |
| 2019   | 43年後のアイ・ラヴ・ユー Remember Me                                   | セルマ                                      |                |
| 2021   | でっかくなっちゃった赤い子犬 僕はクリフォード Clifford the Big Red Dog | マギー・ハワード                            |                |
| 2021   | Defining Moments                                                       | リサ                                        |                |
| 2021   | A Banquet                                                              | ホリー・ヒューズ                            |                |
| 2023   | MEG ザ・モンスターズ2 Meg 2: The Trench                                | ヒラリー・ドリスコル                        |                |

### テレビシリーズ
| 放映年    | 邦題 原題                                         | 役名                   | 備考                             |
| --------- | ------------------------------------------------- | ---------------------- | -------------------------------- |
| 2000      | Take a Girl Like You                              | ジェニー・バン         | ミニシリーズ                     |
| 2008      | クリミナル・マインド FBI行動分析課 Criminal Minds | ケイト・ジョイナー     | 計2話出演                        |
| 2010      | コバート・アフェア Covert Affairs                 | ソフィー・ジャクリン   | 第1シーズン第8話「信じるべき人」 |
| 2010      | CSI:科学捜査班 CSI: Crime Scene Investigation     | ケイシー・モナハン     | 第11シーズン第1話「キルゾーン」  |
| 2013      | 刑事ジョン・ルーサー Luther                       | メアリー・デイ         | 計4話出演                        |
| 2013      | BELIEVE/ビリーブ Believe                          | ムーア                 | パイロット版のみ                 |
| 2015-2018 | フォーティチュード/極寒の殺人鬼 Fortitude         | イェーバトン・ナタリー | 計24話出演                       |
| 2016-2018 | スタン・リーのラッキーマン Stan Lee's Lucky Man   | イヴ                   | 計28話出演                       |
| 2023      | サイロ Silo                                       | ハンナ・ニコルズ       | ゲスト                           |

### ミュージックビデオ
- リアム・ギャラガー『Paper Crown』 (2018)